# 玉置俊二
玉置 俊二（たまき しゅんじ、1959年12月13日 - ）は、日本の検察官、公証人。広島高等検察庁次席検事や、岐阜地方検察庁検事正を務めた。

## 人物・経歴
大阪府出身。大阪市立大学法学部卒業後、1987年横浜地方検察庁検事任官。2012年から福岡地方検察庁次席検事を務め、飯塚事件の再審請求が棄却された際には、福岡地方裁判所に対し「適切な判断をしたと考えている」とコメントした。2014年山形地方検察庁検事正。2016年広島高等検察庁次席検事。2017年から岐阜地方検察庁検事正を務め、岐阜県警察などとの連携等にあたった。2018年平野町公証役場公証人。